# جان ای پیکت
 جان ای پیکت (انگلیسی: en:John A. Pickett؛ زادهٔ ۱ ژانویه ۱۹۴۵) یک شیمی‌دان اهل بریتانیا است.